# EMV
EMV es un estándar de interoperabilidad de tarjetas IC ("Tarjetas con circuito integrado") y TPV con soporte de circuito integrado, para la autenticación de pagos mediante tarjetas de crédito y débito. El nombre EMV es un acrónimo de "Europay MasterCard VISA", las tres compañías que inicialmente colaboraron en el desarrollo del estándar. Los sistemas de tarjeta IC basados en EMV están introduciéndose de forma escalonada en todo el mundo.
El estándar EMV define la interacción entre las tarjetas IC y los dispositivos de procesamiento de tarjetas IC a nivel físico, eléctrico, de datos y de aplicación, para transacciones finales. Algunas partes del estándar están basados en gran medida en la interfaz 'IC microprocesador card' definida en el ISO 7816.
El sistema es incompatible con las tarjetas Carte Bleue, desplegadas sistemáticamente en Francia desde 1992 (aunque su existencia se remonta a 1967). Sin embargo, Carte Bleue está migrando hacia el estándar EMV, habiendo iniciado dicho proceso en 2002 y encontrándose actualmente en un estado muy avanzado. Actualmente, es perfectamente posible utilizar tarjetas con el sistema EMV en Francia.

## Diferencias y ventajas de EMV
El propósito y objetivo del estándar EMV es el de permitir una interoperabilidad segura, a nivel mundial, entre tarjetas IC que cumplan EMV y terminales de pago de tarjetas de crédito que cumplan EMV. Existen dos ventajas principales al cambiar a tarjetas de crédito y sistemas de pago basados en EMV: mayor seguridad (lo que implica una reducción del fraude) y la posibilidad de controlar de forma más detallada la aprobación de transacciones sin conexión.
Las transacciones financieras mediante EMV ofrecen una mayor protección contra el fraude que los pagos tradicionales mediante tarjeta de crédito con banda magnética. Esto se debe al uso de algoritmos de cifrado como DES, Triple DES, RSA y SHA para la provisión de autentificación por parte de la tarjeta al terminal que la procesa, y al centro que se encarga de la transacción. Sin embargo, el procesamiento es generalmente más lento que utilizando tarjetas de banda magnética, debido a los cálculos criptográficos necesarios en el intercambio de mensajes entre tarjeta y terminal. Esta mejora en la protección contra el fraude ha permitido a bancos y entidades emisoras de tarjetas de crédito iniciar una 'inversión de responsabilidades' según la cual los comerciantes son ahora responsables (desde el 1 de enero de 2005) de todo fraude resultante de una transacción realizada sin EMV en sus sistemas. La aplicación práctica de este nuevo concepto depende de cada país y de su grado de implantación de los pagos por EMV.
Aunque no se trate del único método posible, la mayoría de implementaciones de tarjetas y terminales EMV confirman la identidad del propietario de la tarjeta solicitando el tecleo de un NIP (Número Identificación Personal) en lugar de requerir la firma del recibo en papel. La autentificación mediante NIP depende de las posibilidades del terminal y de la programación de la tarjeta. En el futuro, estos sistemas podrían actualizarse para utilizar otros sistemas de autentificación, por ejemplo biométricos.

## Control del estándar EMV
El estándar fue definido y es administrado por la entidad EMVco. El reconocimiento de cumplimiento del estándar EMV (certificación de dispositivos) es emitido por EMVCo según los resultados remitidos por una firma auditora homologada.
La prueba de cumplimiento de EMV tiene dos niveles: El Nivel 1 de EMV, que cubre interfaces a nivel físico, eléctrico y de transporte, y el Nivel 2 de EMV que cubre la selección de aplicaciones de pago y el procesamiento de transacciones financieras mediante tarjetas de crédito.

## Comandos EMV
ISO 7816-3 define el protocolo de transmisión entre las tarjetas con chip y los lectores. El uso de este protocolo, los datos se intercambian en  unidades de datos de protocolo de aplicación (APDU). Esto incluye el envío de un comando a una tarjeta, procesamiento de la tarjeta, y el envío de una respuesta. EMV utiliza los siguientes comandos:
| - Bloquear aplicación - Desbloquear aplicación - Bloquear tarjeta - Autenticación externa (7816-4) - Generar criptograma aplicación - Obtener datos (7816-4) | - Obtener opciones de procesamiento - Autenticación interna (7816-4) - Cambio de PIN / desbloquear - Leer registro (7816-4) - Seleccionar (7816-4) - Verificar (7816-4) |

Los comandos seguidos de "7816-4" se definen en la norma ISO / IEC 7816-4 y son comandos interindustriales utilizados para muchas aplicaciones de tarjetas con chip, como GSM SIM tarjetas.

## Flujo de transacciones EMV
Una transacción EMV sigue los siguientes pasos:
- Selección de aplicaciones
- Iniciar el proceso de aplicación
- Leer datos de aplicación
- Restricciones de Procesamiento
- Autenticación de datos sin conexión
- Verificación del titular de la tarjeta
- Gestión de riesgos del Terminal
- Análisis de la acción Terminal
- Análisis Primera acción tarjeta
- Autorización de la transacción en línea (sólo lleva a cabo si es requerido por el resultado de los pasos anteriores; obligatoria en los cajeros automáticos)
- Segunda acción de análisis de tarjeta
- Procesamiento del Emisor.

### Selección de aplicaciones
ISO 7816 define un proceso para la selección de la aplicación. La intención de selección de aplicación fue permitir que las tarjetas alojasen diferentes aplicaciones, por ejemplo GSM y EMV. EMV sin embargo utilizó la selección de aplicaciones como una forma de identificar el tipo de producto, de modo que todos los emisores de productos (Visa, MasterCard, etc) tienen que tener su propia aplicación. La forma de selección de solicitudes según lo prescrito en el EMV es una fuente frecuente de problemas de interoperabilidad entre tarjetas y terminales. Libro 1 de la norma EMV dedica 15 páginas a describir el proceso de selección de la aplicación.
Un identificador de aplicación (AID) se utiliza para identificar una aplicación en la tarjeta. Un AID consiste en un registro de proveedores de aplicaciones (RID) de cinco bytes, que es emitido por la autoridad de registro ISO / IEC 7816-5. Esto es seguido por una extensión propietaria identificador de aplicación (PIX) que permite que el proveedor de la aplicación pueda diferenciar entre las diferentes aplicaciones que se ofrecen. El AID debe imprimirse en todos los recibos EMV.
| Card scheme                      | RID        | Product                                  | PIX        | AID                  |
| -------------------------------- | ---------- | ---------------------------------------- | ---------- | -------------------- |
| Visa                             | A000000003 | Visa credit or debit                     | 1010       | A0000000031010       |
| Visa                             | A000000003 | Visa Electron                            | 2010       | A0000000032010       |
| Visa                             | A000000003 | V PAY                                    | 2020       | A0000000032020       |
| Visa                             | A000000003 | Plus                                     | 8010       | A0000000038010       |
| MasterCard                       | A000000004 | MasterCard credit or debit               | 1010       | A0000000041010       |
| MasterCard                       | A000000004 | MasterCard                               | 9999       | A0000000049999       |
| MasterCard                       | A000000004 | Maestro (debit card)                     | 3060       | A0000000043060       |
| MasterCard                       | A000000004 | Cirrus (interbank network) ATM card only | 6000       | A0000000046000       |
| MasterCard                       | A000000005 | Maestro UK (formerly branded as Switch)  | 0001       | A0000000050001       |
| American Express                 | A000000025 | American Express                         | 01         | A00000002501         |
| LINK (UK) ATM network            | A000000029 | ATM card                                 | 1010       | A0000000291010       |
| CB (France)                      | A000000042 | CB (Credit or Debit card)                | 1010       | A0000000421010       |
| CB (France)                      | A000000042 | CB (Debit card only)                     | 2010       | A0000000422010       |
| JCB                              | A000000065 | Japan Credit Bureau                      | 1010       | A0000000651010       |
| Dankort (Denmark)                | A000000121 | Debit card                               | 1010       | A0000001211010       |
| CoGeBan (Italy)                  | A000000141 | PagoBANCOMAT                             | 0001       | A0000001410001       |
| Diners Club/Discover             | A000000152 | Diners Club/Discover                     | 3010       | A0000001523010       |
| Banrisul (Brazil)                | A000000154 | Banricompras Debito                      | 4442       | A0000001544442       |
| SPAN2 (Saudi Arabia)             | A000000228 | SPAN                                     | 1010       | A00000022820101010   |
| Interac (Canada)                 | A000000277 | Debit card                               | 1010       | A0000002771010       |
| Discover                         | A000000324 | ZIP                                      | 1010       | A0000003241010       |
| UnionPay                         | A000000333 | Debit                                    | 010101     | A000000333010101     |
| UnionPay                         | A000000333 | Credit                                   | 010102     | A000000333010102     |
| UnionPay                         | A000000333 | Quasi Credit                             | 010103     | A000000333010103     |
| UnionPay                         | A000000333 | Electronic Cash                          | 010106     | A000000333010106     |
| ZKA (Germany)                    | A000000359 | Girocard                                 | 1010028001 | A0000003591010028001 |
| EAPS BANCOMAT (Italy)            | A000000359 | PagoBANCOMAT                             | 10100380   | A00000035910100380   |
| Verve (Nigeria)                  | A000000371 | Verve                                    | 0001       | A0000003710001       |
| The Exchange Network ATM Network | A000000439 | ATM card                                 | 1010       | A0000004391010       |
| RuPay (India)                    | A000000524 | RuPay                                    | 1010       | A0000005241010       |

### Iniciar el proceso de aplicación
El terminal envía el comando obtener opciones de procesamiento a la tarjeta. Al enviar este comando, el terminal proporciona a la tarjeta todos los elementos de datos solicitados por esta en la opciones de tratamiento de la información lista de objetos (PDOL). El PDOL (una lista de las etiquetas y las longitudes de los elementos de datos) está opcionalmente provisto por la tarjeta al terminal durante la Selección aplicación. La tarjeta responde con el perfil de intercambio aplicación (AIP), proporcionando una lista de las funciones que se deben realizar en el procesamiento de la transacción. La tarjeta también envía el localizador de expediente de solicitud (AFL), una lista de los archivos y registros que el terminal tiene que leer de la tarjeta.

### Leer datos de aplicación
En las Tarjetas inteligentes se almacenan datos en archivos. La AFL contiene los archivos que contienen datos EMV. Los datos se leen con el comando registro leído. EMV no especifica en qué archivos se almacenan los datos, así que todos los archivos tienen que ser leídos. Los datos de estos archivos se almacenan siguiendo las BER y el  formato TLV. EMV define valores de las etiquetas de todos los datos utilizados en el procesamiento de tarjetas.

### Restricciones de Procesamiento
El propósito de las restricciones de procesamiento es comprobar si la tarjeta se debe utilizar. Se comprueban tres elementos de datos leídos en el paso anterior:
- Número de versión de la aplicación
- El control de la utilización de aplicaciones (Esto muestra si la tarjeta es sólo para el uso doméstico, etc)
- Las fechas de aplicación efectiva / caducidad.

Si cualquiera de estas comprobaciones falla, la tarjeta no es necesariamente rechazada. El terminal establece el bit apropiado en los resultados de la verificación de terminal (TVR), los componentes de los que forman la base de una decisión de aceptar / rechazar más adelante en el flujo de la transacción. Esta función permite, por ejemplo, que los emisores de tarjetas permitan a sus usuarios seguir utilizando las tarjetas caducadas después de su fecha de caducidad, pero para todas las transacciones realizadas con una tarjeta caducada, obligar a realizarla en línea.

### Autenticación de datos sin conexión
Con la autenticación de datos sin conexión (offline) se pretende validar la autenticidad de la tarjeta empleando criptografía de clave pública. EMV contempla tres métodos diferentes dependiendo de las características del chip y las necesidades de seguridad: 
- Autenticación de datos estática  (SDA): Método que asegura que ciertos datos leídos de la tarjeta (por ejemplo, su fecha de caducidad) han sido firmados por la entidad emisora de la tarjeta. Esto evita que estos datos sean modificados (por ejemplo, ampliando la caducidad de la tarjeta), pero no impide la clonación de la tarjeta completa.
- Autenticación de datos dinámica (DDA): Método que proporciona protección contra la alteración de ciertos datos y la clonación de tarjetas completas. Esto se realiza mediante la firma dinámica (es decir, diferente en cada transacción) no sólo de los datos que se desea proteger sino también de un número aleatorio. Para poder aplicar DDA es necesario que el chip de la tarjeta sea capaz de realizar cifrados de criptografía de clave pública.
- Autenticación de datos combinada (CDA): Método que combina el SDA con la firma dinámica no sólo de ciertos datos sino de la transacción completa, lo que permite una mayor seguridad. Sin embargo, este proceso sólo puede realizarse cuando tanto tarjeta como terminal están actualizados para soportarlo.

### Verificación del titular de la tarjeta
La Verificación del titular de la tarjeta se utiliza para evaluar si la persona que presenta la tarjeta es el titular legítimo. Hay muchos métodos de verificación del titular de la tarjeta (CVMS) apoyados en EMV:
- Firma
- Plaintext PIN offline
- PIN cifrado offline
- Plaintext PIN y firma offline
- PIN y firma cifrada offline
- PIN Online
- No se requiere CVM
- Procesamiento de Falla CVM.

El terminal usa una lista CVM enviada por la tarjeta para determinar el tipo de verificación a realizar. La lista CVM establece una prioridad de CVMS para ser utilizados en relación con las capacidades del terminal. Diferentes terminales soportan diferentes CVMS. Cajeros automáticos en general requieren PIN en línea. Los terminales punto de venta varían en su uso de CVM en función de su tipo y en qué país se encuentran ubicados.

#### Chip y PIN vs Chip y firma
De acuerdo a la preferencia del emisor, algunas tarjetas EMV son "chip y pin"  y requieren que el cliente teclee un código de 4 a 6 dígitos número de identificación personal (PIN) al hacer una compra en terminales con capacidad PIN. Las fichas en estas tarjetas ofrecen "PIN" en la parte superior de la lista de posibles métodos de verificación del titular de la tarjeta (CVM), pero con una opción de reserva para la firma (o incluso ninguna verificación en los terminales no atendidos).
Otras tarjetas EMV usan o bien sólo la firma o bien firma sobre PIN en su lista de CVM (es decir, la firma en el punto de venta, pero el PIN en los terminales o cajeros automáticos sin vigilancia). Estos son a menudo llamados "chips y tarjetas de firma".
Las tarjetas configuradas sólo con firma no funcionarán en punto de venta que no permite un CVM distinto de PIN, como algunos quioscos no atendidos en Europa, mientras que las tarjetas de firmas podrían funcionar. POS Atendido que se cuenta con personal de comerciantes están obligados por el contrato de tarjeta de crédito para aceptar tarjetas de banda magnética, así como chips y tarjetas de firma. Chip y tarjetas con PIN no se han adoptado en los EE.UU. a partir de 2012 para una variedad de razones, incluyendo la falta de características de gestión de PIN en cajeros automáticos.
A partir de 2012, las tarjetas de chip y firma son más comunes en los EE.UU., Australia, Nueva Zelanda y algunos países europeos (como Alemania y Austria), mientras que las tarjetas de chip y PIN son más comunes en otros países europeos (por ejemplo, el Reino Unido, Irlanda, Francia y los Países Bajos), así como en Canadá.

### Gestión de riesgos del Terminal
La gestión de riesgos Terminal sólo se realiza en los dispositivos donde hay una decisión que debe tomarse si una operación debe ser autorizada en línea o fuera de línea. Si las transacciones se realizan siempre en línea (por ejemplo, cajeros automáticos) o siempre fuera de línea, este paso se puede perder.
La gestión del riesgo de Terminal Server verifica el monto de la transacción contra de un límite máximo fuera de línea (por encima del cual las transacciones deben hacerse en línea). También es posible tener un 1 en n contador en línea, y un cheque contra una lista de tarjetas caliente (que sólo es necesaria para las transacciones fuera de línea). Si el resultado de cualquiera de estas pruebas es positiva, el terminal establece el bit apropiado en el resultados de la verificación de terminal (TVR).

### Análisis de la acción Terminal
Los resultados de las etapas de procesamiento anteriores se utilizan para determinar si una transacción debe ser aprobada fuera de línea, enviados en línea para
autorización, o incluso fuera de línea. Esto se hace utilizando una combinación de códigos de acción de terminales (TAC) que se celebran en el terminal y códigos de acción Emisor (IAC), que se leen en la tarjeta.
Una línea de sólo dispositivo, como un cajero automático siempre trata de ir en línea con la solicitud de autorización, a menos que se redujo fuera de línea debido a códigos de acción Emisor ajustes - negación. Durante IAC- negación y TAC- Negación de procesamiento, para una línea único dispositivo, el único resultados de la verificación de terminal poco relevante es "El servicio no permitido ".
Cuando una línea de sólo dispositivo realiza IAC- Online y TAC- Online transformación del único bit TVR relevante es el "valor de transacción excede el límite de piso". Debido a que el límite de suelo se ajusta a cero, la transacción siempre debe ir en línea y todos los demás valores de TAC- línea o IAC- Online son
irrelevante.
Sólo en línea dispositivos no necesitan para llevar a cabo el procesamiento de IAC -default.

### Análisis Primera acción tarjeta
Uno de los objetos de datos leídos de la tarjeta en la etapa de Leer datos de aplicación es el CDOL1 (Lista de objetos de datos de la tarjeta). Este objeto es una lista de etiquetas que la tarjeta quiere enviar para tomar una decisión sobre si se debe aprobar o rechazar la transacción (incluyendo monto de la transacción, pero muchos otros objetos de datos también). El terminal envía estos datos y solicita un criptograma con el comando generar criptograma de aplicación. En función de la decisión de la terminal (fuera de línea, en línea, el declive), la terminal solicita una de las siguientes criptogramas de la tarjeta :
- Certificado de transacción (TC) - Desconectado aprobación
- Autorización de Solicitud de Autorización del criptograma (ARQC) -Online
- La aplicación de autenticación criptograma (AAC) Desconectado declive.

Este paso de la tarjeta da la oportunidad de aceptar el análisis de la actuación de la terminal o rechazar una transacción o forzar una transacción en línea. La tarjeta no puede devolver un TC cuando un ARQC se ha solicitado, pero puede devolver un ARQC cuando un TC se ha solicitado.

### Autorización de la transacción en línea
Transacciones ir en línea cuando se ha solicitado una ARQC. El ARQC se envía en el mensaje de autorización. La tarjeta genera el ARQC. Su formato depende de la aplicación de la tarjeta. EMV no especifica el contenido de la ARQC. El ARQC creado por el uso de la tarjeta es un [firma digital []] de los detalles de la transacción que se puede comprobar en tiempo real por el emisor de la tarjeta. Esto proporciona un fuerte de comprobación criptográfica que la tarjeta es auténtica. El emisor responde a una solicitud de autorización con un código de respuesta (aceptar o rechazar la transacción), un criptograma respuesta de autorización (ARPC) y, opcionalmente, una secuencia de comandos emisor (una cadena de comandos para ser enviados a la tarjeta).

### Segunda acción de análisis de tarjeta
CDOL2 (lista de objetos de datos de tarjeta) contiene una lista de etiquetas que la tarjeta quiere ser enviado tras la autorización de transacciones en línea (código de respuesta ARPC, etc.) Incluso si por alguna razón el terminal no podía ir en línea (por ejemplo, fallo de comunicación), el terminal debe enviar estos datos a la tarjeta de nuevo utilizando el comando generará criptograma autorización. De este modo, la tarjeta sabe la respuesta del emisor. La solicitud de la tarjeta puede entonces reajustar los límites de uso sin conexión.

### Procesamiento del Emisor
Si un emisor de la tarjeta desea actualizar una emisión posterior de tarjeta que puede enviar comandos a la tarjeta mediante el proceso del script emisor. Guiones Emisor se cifran entre la tarjeta y el emisor, por lo que no tienen sentido a la terminal. Emisor secuencia de comandos se puede utilizar para bloquear tarjetas, o cambiar parámetros de la tarjeta.